# Šlikr

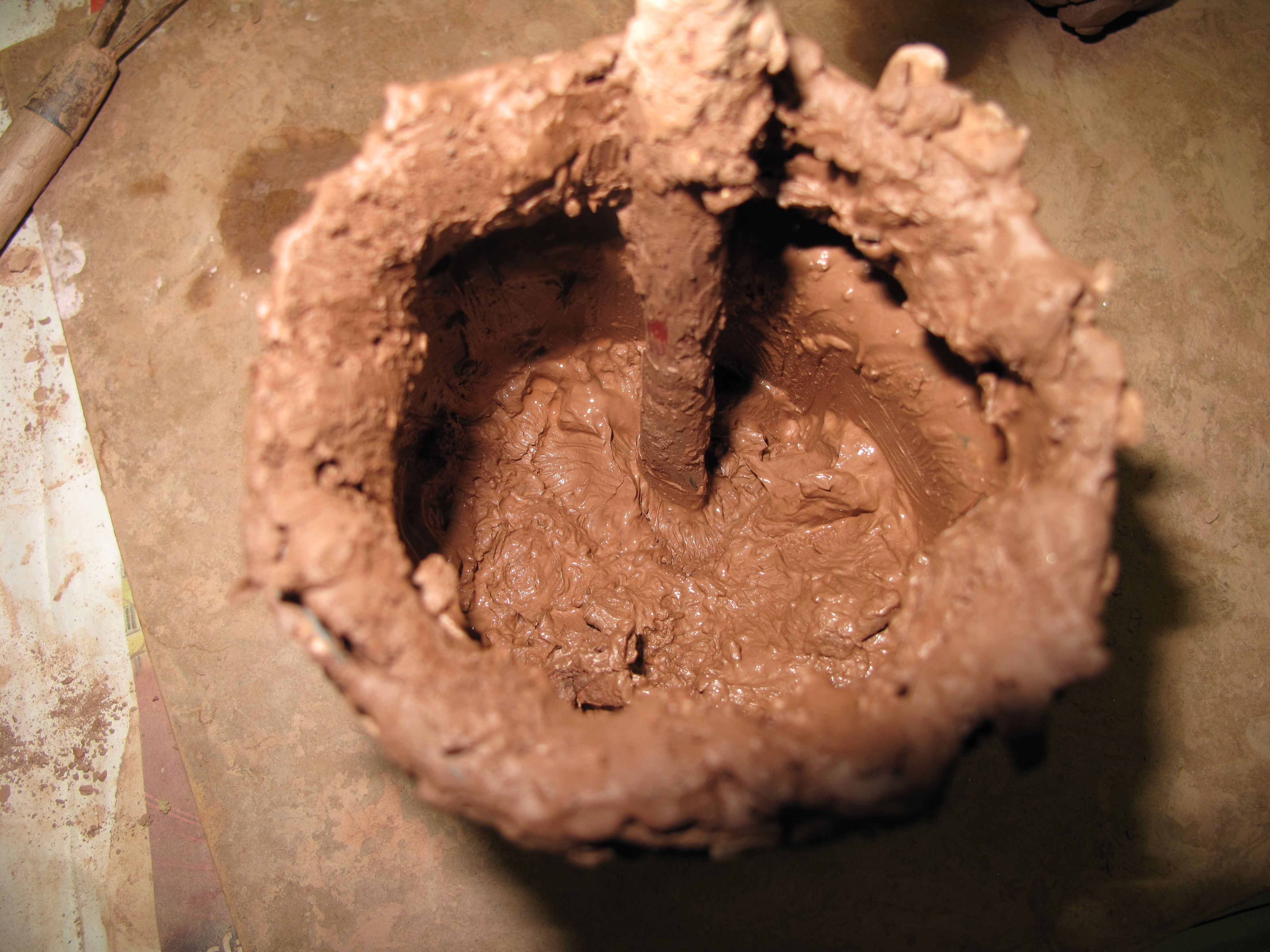
Šlikr ve sklenici

Šlikr je tekutá suspenze sestávající z vody a keramické hlíny nebo kaolínu. Používá se v keramických, sochařských a hrnčířských dílnách k retušování (řidší) drobných detailů těchto děl a k lepení (hustší). Šlikr se připravuje rozpuštěním hlíny nebo kaolínu ve vodě. Následně dojde k promíchání, tak aby všechny části směsi měly stejnou hustotu. Celková hustota je pak dána potřebami dané dílny, nejčastěji se pracuje se šlikry podobné hustoty jakou má kakao, nebo polévka. Používaný šlikr by měl být ze stejného materiálu z jakého je vyroben předmět na který se nanáší. Nanášení šlikru na povrch se nejčastěji uskutečňuje štětcem či prsty.
U točené keramiky není většinou šlikru zapotřebí.